# Медаль «За військові заслуги» (Австро-Угорщина)
Медаль «За військові заслуги» (нім. Militär-Verdienstmedaille, угор. Katonai Érdemérem) — висока військова відзнака Австро-Угорської імперії.

## Історія заснування і статус медалі
Медаль «За військові заслуги» була заснована декретом імператора   Австро-Угорщини  Франца Йосифа I 12 березня 1890 року як військова відзнака похвали і визнання видатних досягнень під час війни чи бездоганної служби у мирний час. ЇЇ часто називають «Signum Laudis» за латинським написом на реверсі медалі (лат. signum laudis, дос. «знак похвали»). Медаль «За військові заслуги» присуджували лише офіцерам і військовим чиновникам високого рангу. Початково її виготовляли лише з бронзи.
26 березня 1911 року медалі була додана ще одна ступінь — Срібна Медаль «За військові заслуги» за повторні дії, які заслуговували похвали і відзнаки.
1 квітня 1916 року декретом імператора Франца Йосифа I була заснована Велика Медаль «За військові заслуги» (нім. Große Militär-Verdienstmedaille), яку також називали Великою Медаллю Signum Laudis (нім. Große Signum Laudis). Медаль була виготовлена із позолоченої бронзи. Нею нагороджували за найвищі досягнення в основному офіцерів генеральського рангу, і лише 2 нагороди із 30 отримали морський авіатор Готфрід фон Банфілд (1916) і криптолог Герман Покорний (1918). Тоді як Бронзовими і Срібними медалями нагороджували лише офіцерів австро-угорської армії, Великими медалями були нагороджені також і іноземці: 9 німецьких генералів і один османський генерал (Енвер-паша).
З розпадом Австро-Угорської імперії наприкінці 1918 року медаль втратила свою актуальність, хоча в багатьох країнах-наступниках імперії ветерани продовжували носити її. Зокрема в Угорщині вона була відроджена в 1922 році у зміненій формі: австрійську корону замінено короною Св. Стефана, на аверсі був зображений угорський герб, а на реверсі додана дата 1922 рік.

## Опис медалі
Бронзову Медаль «За військові заслуги» («Signum Laudis») виготовляли із бронзи у формі круга діаметром 30 мм завтовшки 4 мм. Круг увінчувала зменшена копія особистої корони імператора Рудольфа II, створеної у 1602 році видатним ювеліром Жаном Вермейєном із Амстердама.
На аверсі медалі був викарбуваний профіль пануючого імператора Франца Йосифа І, на реверсі медалі — напис «Signum Laudis» в обрамленні вінка з лаврової й дубової гілок.
Срібну Медаль «За військові заслуги» виготовляли за дизайном аналогічним до дизайну Бронзової Медалі.
Велику Медаль «За військові заслуги» виготовляли діаметром 38 мм із позолоченої бронзи.
Медалі носили на лівому боці грудей на трикутній колодці, яка була обтягнута червоною муаровою стрічкою завширшки 37,5 мм у разі медалі за заслуги у мирний час і стрічкою з поперечними дрібними червоними смугами, облямованими поздовжніми червоною і білою смугами по краях стрічки у разі медалі за заслуги у воєнний час.
13 грудня 1916 року для усіх версій Медалі «За військові заслуги» було запроваджено два перехрещені мечі із золота, які закріпляли на стрічці.
З квітня 1917 року дизайн медалей був змінений: на аверсі карбували профіль імператора  Карла І; австрійську корону замінили поєднанням корон Австрії та Угорщини на ложі з лаврового і дубового листя, як символ рівноправності двох частин імперії; діаметр медалі збільшили до 31 мм.

## Нагороджені
Бронзовою Медаллю «За військові заслуги» нагороджені українці Козак Іван, Одовічук Іван Ількович, Яримович Осип.